# AGM-62 Walleye

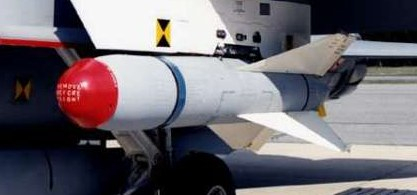
Tên lửa AGM-62 Walleye

AGM-62 Walleye (mắt có vẩy cá) là loại bom lượn điều khiển qua tivi, được phát triển bởi Martin Marietta và được quân đội Mỹ sử dụng từ năm 1960. 

## Thông số
Đầu đạn của nó nặng tới 250 lb (113 kg), có khả năng mang đầu đạn hạt nhân.

## Trong chiến tranh Việt Nam
Vũ khí này được sử dụng lần đầu trong chiến tranh Việt Nam từ tháng 5 năm 1967.